# Chiesa della Santissima Trinità alla Cesarea

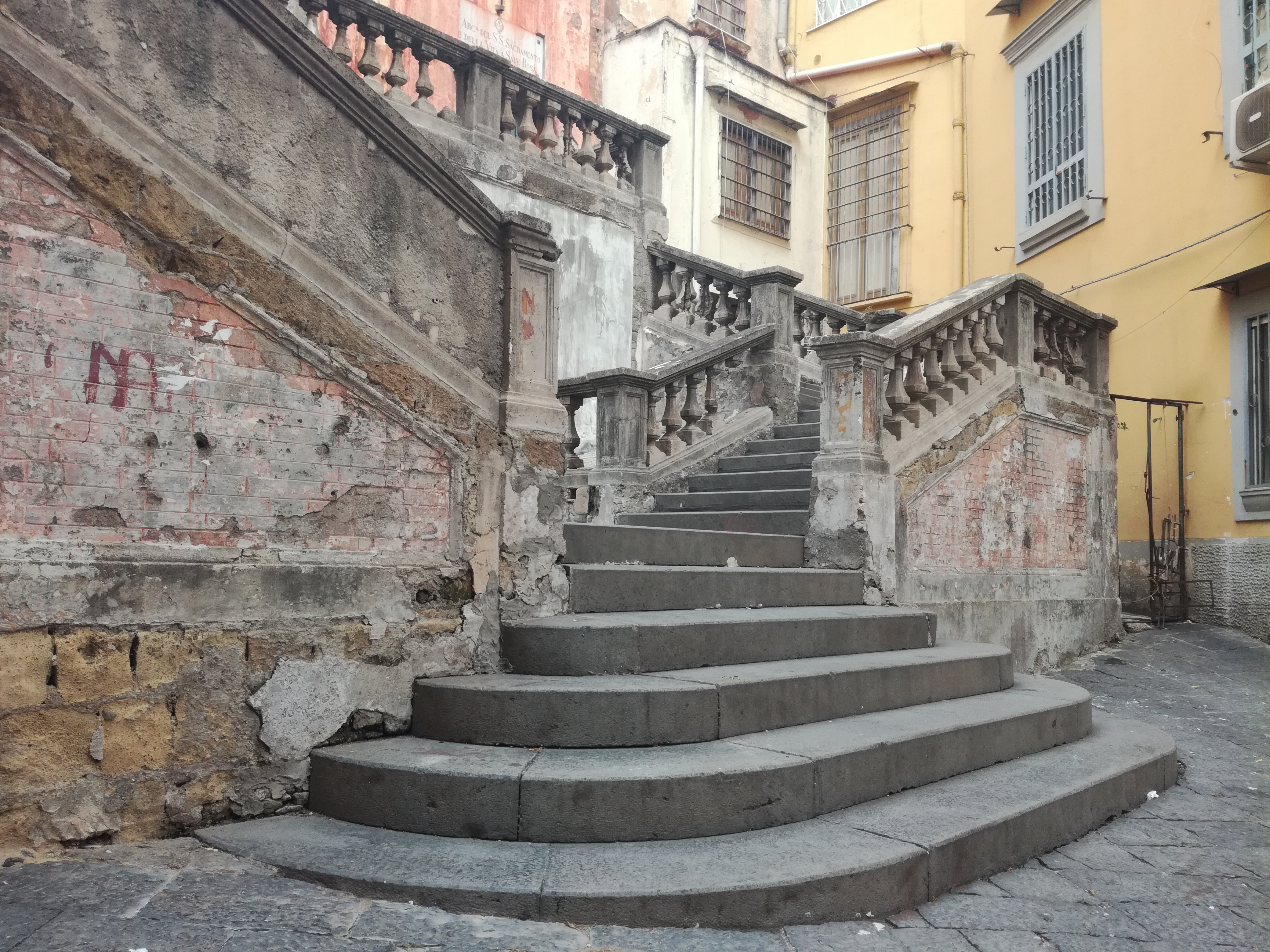
La scalinata in piperno

La chiesa della Santissima Trinità alla Cesarea (o Santa Maria del Rimedio a Salvator Rosa) è una chiesa barocca di Napoli, sita nel centro storico di Napoli, in piazzetta Trinità alla Cesarea.

## Storia
La chiesa viene esplicitamente citata in "Notizie del bello dell'antico e del curioso della Città di Napoli" (1692) di Carlo Celano, cronista e storico.
La chiesa e il convento furono realizzati dai frati Italiani della Redenzione di Captivi dell'Ordine di Santa Maria della Mercede acquistando nel XVII secolo il palazzo Belmosto. La zona, nel Seicento, era popolata dai casini di campagna della nobiltà napoletana venduti successivamente agli ordini religiosi per la presenza di un'aria più salubre rispetto alla città bassa.
Agli inizi del XVIII secolo, nella proprietà Belmosto, fu realizzata l'attuale chiesa e il palazzo adibito a monastero. La struttura monastica passa nelle mani di Trinitari che conferì l'attuale nome dell'edificio di culto. Nel 1809 il convento fu soppresso.
Il tempio è abbandonato dal 1980, quando il terremoto che ha sconvolto il Mezzogiorno d'Italia (e la Campania in particolare) ha reso inagibili moltissimi edifici.
Proprietà della Curia napoletana, Santa Maria del Rimedio versa in cattive condizioni, ma meno di quanto non si possa immaginare guardandola dall'esterno. Dal 2005 l'ex monastero ospita un ostello della gioventù, finemente ristrutturato ed arredato. Sono state recuperate e rivalorizzate quasi tutte le stanze ed è stato ripristinato il giardino interno. L'ostello è meta ogni anno di migliaia di turisti.
Nell'agosto del 2008 è stato reimpermeabilizzato il tetto della chiesa: tale intervento ha per lo meno ridotto il degrado e pone le basi per un intervento di restauro che restituisca la chiesa alla comunità locale.
Durante il Maggio dei monumenti 2012 è stata resa visitabile.

## Descrizione
La chiesa è preceduta da una doppia rampa di scale in piperno, mentre, l'interno è composto da una navata rettangolare con finestroni.
La facciata è completamente in degrado (ornamenti e sculture sono rovinati dall'incuria).
L'interno della struttura è ricco di decorazioni, particolarmente notevole è la volta a crociera affrescata.